# Station Rzeszotary
Station Rzeszotary is een spoorwegstation in de Poolse plaats Rzeszotary.